# Point Danger Light
Point Danger Light (auch Captain Cook Memorial Light) ist ein Leuchtturm ungefähr 120 km von Brisbane entfernt auf Point Danger, einer Landzunge zwischen Coolangatta, Queensland und Tweed Heads, New South Wales, die die Grenze zwischen diesen beiden Bundesstaaten Australiens bildet. Er soll der erste Leuchtturm der Welt sein, an dem mit Laserstrahlen für die Befeuerung experimentiert wurde.

## Geschichte
Point Danger Light war der dritte einer Gruppe von sieben aus Stahlbeton errichteten Leuchttürmen, die zwischen 1964 und 1979 in Queensland erbaut wurden; in der Reihenfolge der Erbauung waren dies Cape Capricorn Light, New Caloundra Light, Point Danger Light, New Burnett Heads Light, Fitzroy Island Light, Point Cartwright Light und Archer Point Light. Das Bauwerk wurde 1971 erbaut. Das Bauwerk erinnert an die Zweihundertjahrfeier der ersten Südseereise von James Cook und insbesondere dessen Fahrt entlang der Ostküste Australiens im Jahr 1770. In Betrieb genommen wurde der Leuchtturm am 18. April 1971.
Die ursprüngliche Lichtquelle war ein experimentelles, auf Laser basierendes Licht; Point Danger Light war unter den ersten, vielleicht sogar der erste Leuchtturm, der Laserlicht einsetzt. Das Experiment brachte jedoch nicht den gewünschten Erfolg, sodass die Lichtquelle 1975 durch eine gewöhnliche elektrisch betriebene Lampe ersetzt wurde.

## Leuchtsignal
Die Kennung des Leuchtturmes zeigt zwei Blitze mit einer Wiederholrate von zehn Sekunden (Fl.(2)W. 10s), die aus 170° bis 330° sichtbar sind und eine Tragweite von elf Seemeilen haben. North South Wales Government Transport Maritime gibt zehn Seemeilen an, Lighthouses of Australia Inc. sowie Grant und Tracey Maizels nennen 18 Seemeilen – unter Berufung auf eine von der AMSA angebrachte Tafel. Die Lichtquelle ist eine elektrische Lampe, die von einer Batterie gespeist wird und durch Erhaltungsladung aus dem Stromnetz ihre Netzspannung erhält.

## Bauwerk
Der Leuchtturm besteht aus in die vier Haupthimmelsrichtungen weisenden Stahlbetonsäulen, zwischen denen eine Bronzeskulptur aufgehängt ist. Neben dem Leuchtturm befindet sich ein einstöckiges Gebäude der Marine Rescue NSW, die Point Danger Station. Der Turm hat eine Höhe von rund 20 m.
Der Leuchtturm wird von NSW Maritime betrieben. Das Leuchtturmgelände kann betreten werden, jedoch ist der Zutritt zum Turm für die Öffentlichkeit gesperrt.